# Арсаланов, Аюша Арсаланович
Аюша Арсаланов (бур.  Арсаланай Аюша; 25 февраля 1930 года, село Цокто-Хангил Агинского Бурятского автономного округа — 13 апреля 2016 года, Улан-Удэ) — один из первых бурятских профессиональных дирижёров, заслуженный деятель искусств Российской Федерации (1996) и Бурятской АССР (1969). 
Аюша Арсаланович Арсаланов является одним из основоположников бурятского инструментального исполнительства (сольного, ансамблевого, оркестрового). Он разработал принципы оркестровки национальных произведений, наметил пути дальнейшего развития бурятских народных инструментов.
Аюша Арсаланов работал дирижёром, главным дирижёром Бурятского театра оперы и балета.
Аюша Арсаланов более 20 лет возглавлял отделение бурятских народных инструментов Улан-Удэнского музыкального училища им. П. И. Чайковского.
Под руководством Аюши Арсаланова оркестр бурятских народных инструментов достиг высоких результатов. В 1979 году оркестр стал дипломантом II Всероссийского конкурса исполнителей на народных инструментах в Ленинграде.

## Биография
В 14 лет Аюша Арсаланов становится артистом Агинского окружного драматического театра: играл драматические роли, пел в хоре, танцевал, играл в музыкальном ансамбле.
В 1946 году Аюша Арсаланович поступил в Театрально-музыкальное училище им. П. И. Чайковского в городе Улан-Удэ по классу кларнета.
В 1956 году окончил отделение дирижирования Казанской консерватории, в 1959 году — Ленинградскую консерваторию им. Н. А. Римского-Корсакова.

## Семья
Аюша родился самым младшим шестым ребёнком в семье колхозника. Старший брат Абида Арсаланов — первый бурятский профессиональный тенор, заслуженный артист РСФСР (1959). Супруга Ринчин-Ханда Бадмаева — музыкант моринхуур, заслуженный артист Республики Бурятия, артист оркестра Бурятского национального театра песни и танца "Байкал", преподаватель высшей квалификационной категории по классу хура МБУ ДО Детской школы искусств №8 г. Улан-Удэ (приказ №1336 от 25.11.2020).